# مدرسة الأمير سنقر السعدي
مدرسة الأمير سنقر السعدي هي مدرسة إسلامية تعود للعصر المملوكي تقع في منطقة السيوفية بمدينة القاهرة أنشأها الأمير شمس الدين سنقر السعدي في الفترة من 1315 - 1321. وقد سميت بقبة حسن صدقة نسبة إلى الشيخ حسن صدقة المدفون بها.